# ويليام روبنسون (سياسي أسترالي)
ويليام روبنسون (بالإنجليزية: William Robinson)‏ هو سياسي أسترالي، ولد في 17 يوليو 1879، وتوفي في 16 سبتمبر 1960 في أستراليا. انتخب عضو المجلس التشريعي التاسماني ‏ عن دائرة Electoral division of Cornwall ‏ (1946 – 1948) وانتخب عضو المجلس التشريعي التاسماني ‏ عن دائرة Electoral division of Launceston ‏ (1942 – 1946).